# Matatu

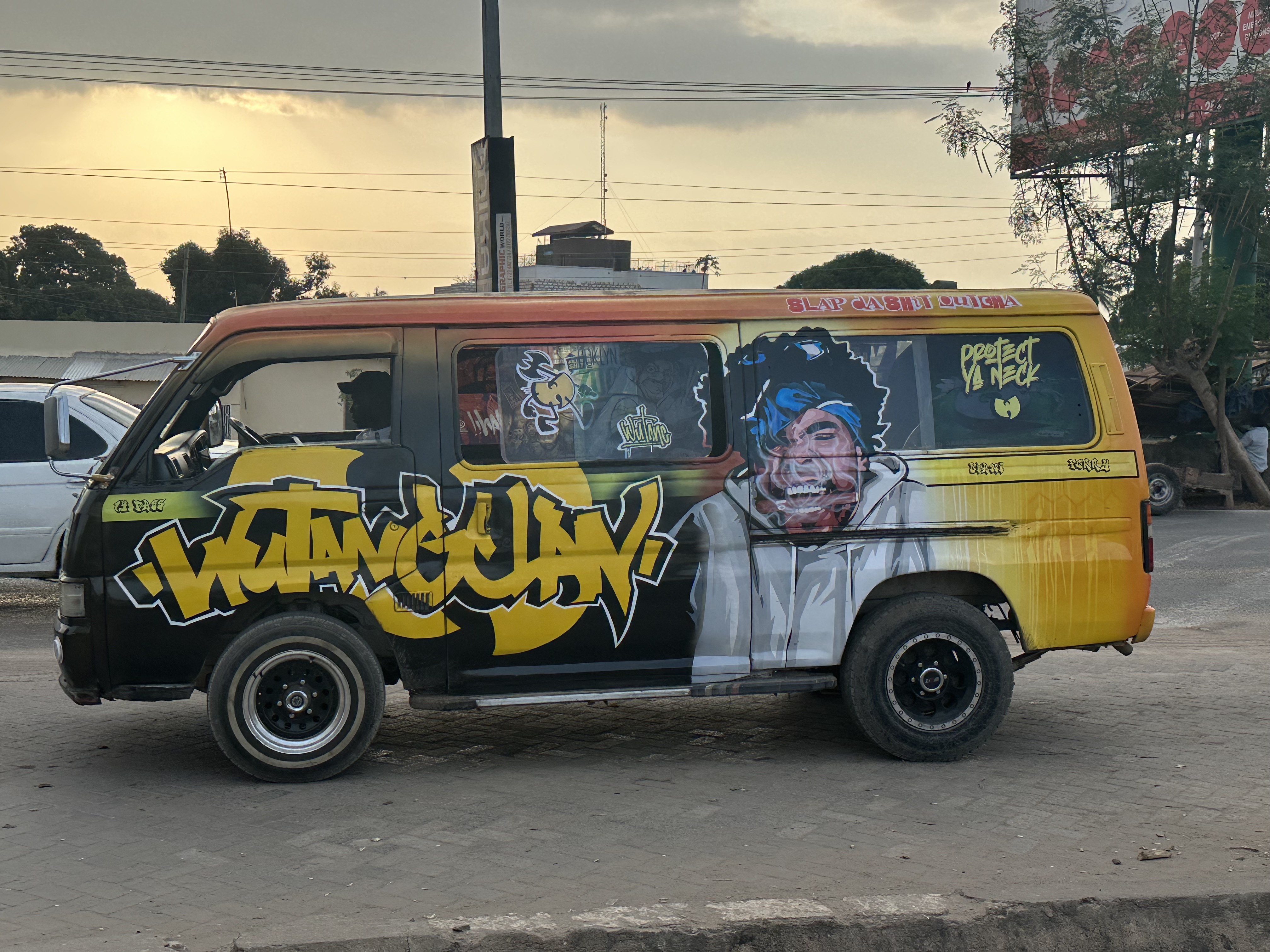
Matatu taksówka zbiorowa w Kenii w miejscowości Diani

Matatu – pojazd prywatnej komunikacji miejskiej w Nairobi, rodzaj taksówki zbiorowej, minibusu np. (Toyota Hiace) mieszczącego zazwyczaj 14 pasażerów, wraz z kierowcą i konduktorem 16 osób.
Kenijska nazwa matatu pochodzi z języka suahili, w którym tatu znaczy trzy – gdy w latach 60. XX w. na ulicach miast zaczęły się pojawiać pierwsze takie pojazdy, cena za kurs wynosiła 3 centy. Obecnie te fantazyjnie pomalowane samochody, z głośników których płynie najmodniejsza muzyka, są najpraktyczniejszym środkiem komunikacji miejskiej w czteromilionowej aglomeracji Nairobi, nieposiadającej metra, pociągów miejskich ani tramwajów.
W roku 2008 liczbę matatu jeżdżących po stolicy Kenii szacowano na 40.000.